# Ungarische Unihockeynationalmannschaft
Die ungarische Unihockeynationalmannschaft repräsentiert Ungarn bei Länderspielen und internationalen Turnieren in der Sportart Unihockey (auch bekannt als Floorball).
1989 gründete sich mit der Magyar Floorball Szakszövetség der nationale Floorballverband Ungarns. 1992 wurde der verband in die International Floorball Federation aufgenommen. Ungarn nahm 1994 an der ersten Europameisterschaft und 1996 bei der ersten Weltmeisterschaft teil. 1996 erreichte die Mannschaft mit dem zehnten Platz die bis heute beste Platzierung bei einer Weltmeisterschaft. Bei den beiden bisher ausgetragenen Europameisterschaften 1994 und 1995 wurde Ungarn jeweils Achter.

## Platzierungen

### Weltmeisterschaften
| WM   | Austragungsort(e)                              | Platz              |
| ---- | ---------------------------------------------- | ------------------ |
| 1996 | Skellefteå, Uppsala, Stockholm                 | 10. Platz          |
| 1998 | Brünn, Prag                                    | keine Teilnahme    |
| 2000 | Drammen, Oslo, Sarpsborg                       | 16. Platz          |
| 2002 | Helsinki                                       | 15. Platz          |
| 2004 | Zürich, Kloten                                 | 13. Platz          |
| 2006 | Helsingborg, Malmö, Botkyrka, Solna, Stockholm | 12. Platz          |
| 2008 | Ostrava, Prag                                  | 17. Platz          |
| 2010 | Helsinki, Vantaa                               | 21. Platz          |
| 2012 | Zürich, Bern                                   | 14. Platz          |
| 2014 | Göteborg                                       | nicht qualifiziert |
| 2016 | Riga                                           | keine Teilnahme    |
| 2018 | Prag                                           | nicht qualifiziert |
| 2021 | Helsinki                                       | nicht qualifiziert |
| 2022 | Zürich, Winterthur                             | nicht qualifiziert |

### Europameisterschaften
1994 und 1995 fanden zwei Europameisterschaften im Unihockey statt.
| WM   | Austragungsort(e) | Platz    |
| ---- | ----------------- | -------- |
| 1994 | Helsinki          | 8. Platz |
| 1995 | Schweiz           | 8. Platz |